# Adamsville (Alabama)
Adamsville város az USA Alabama államában, Jefferson megyében. Lakosainak száma 4366 fő (2020. április 1.).

## Népesség
A település népességének változása:
| Lakosok száma | 4522 | 4495 | 4472 | 4447 | 4428 | 4395 | 4360 | 4366 |
|               | 2010 | 2011 | 2012 | 2013 | 2014 | 2015 | 2016 | 2020 |